# Monomorphina aenigmatica
Monomorphina aenigmatica is een soort in de taxonomische indeling van de Euglenozoa. Deze micro-organismen zijn eencellig en meestal rond de 15-40 mm groot. Het organisme komt uit het geslacht Monomorphina en behoort tot de familie Euglenaceae. Monomorphina aenigmatica werd in 2006 ontdekt door Drezepolski Nudelman & Triemer.